# مكان لنداء الوطن
مكان لنداء الوطن (بالإنجليزية: A Place to Call Home)‏ هي مسلسل درامي تلفزيوني أسترالي تم بثه على سبعة الشبكة منذ 28 أبريل 2013.

## روابط خارجية
- مكان لنداء الوطن على موقع IMDb (الإنجليزية)
- مكان لنداء الوطن على موقع روتن توميتوز (الإنجليزية)
- مكان لنداء الوطن على موقع كينوبويسك (الروسية)
- مكان لنداء الوطن على موقع ألو سيني (الفرنسية)
- مكان لنداء الوطن على موقع قاعدة بيانات الفيلم (الإنجليزية)